# Droga wojewódzka nr 185

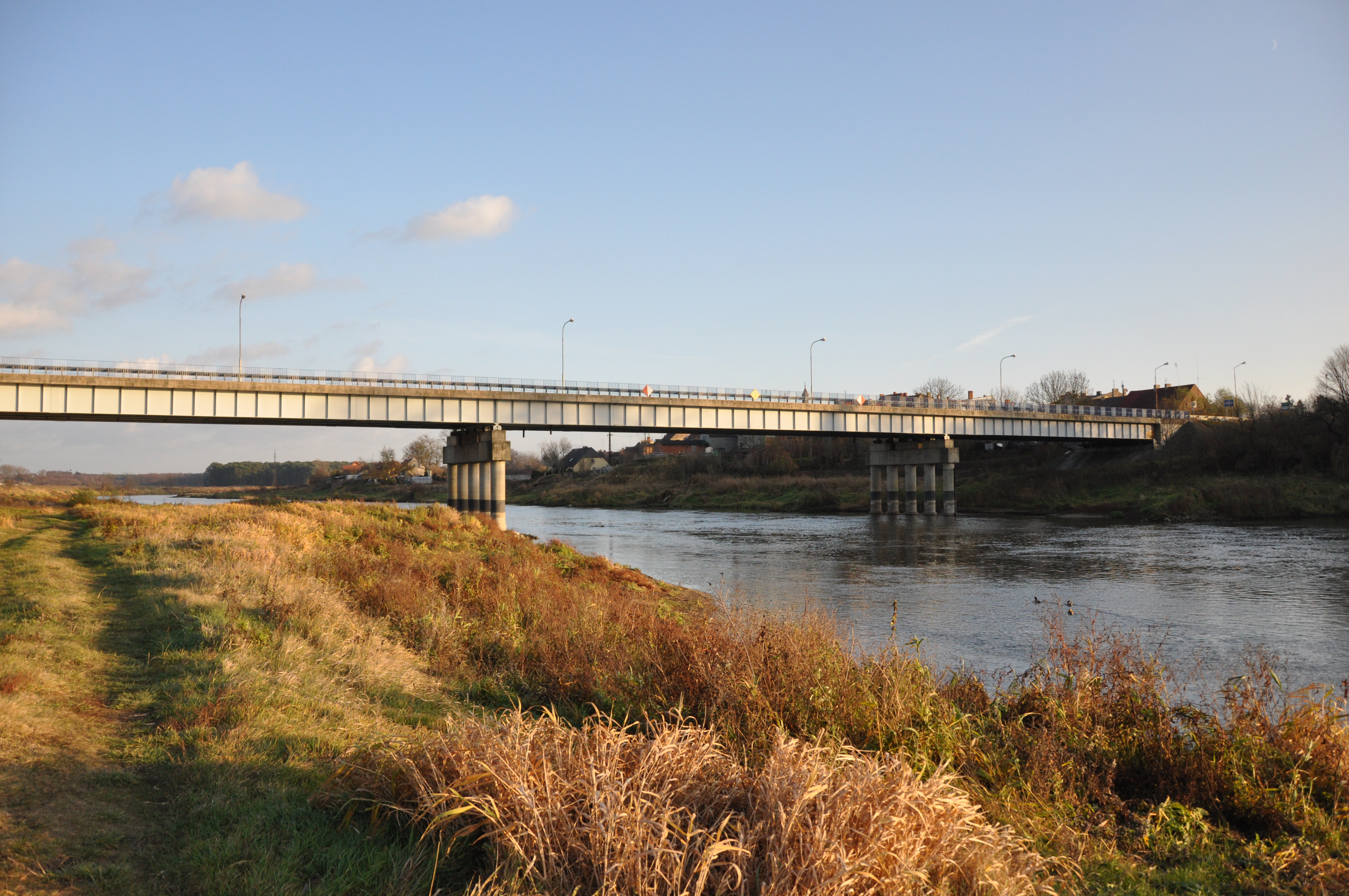
Most nad Wartą w Obrzycku w ciągu drogi nr 185 (listopad 2011)

Droga wojewódzka nr 185 (DW185) – droga wojewódzka klasy G w środkowej części woj. wielkopolskiego o długości 14,56 km. Droga na całej długości przebiega przez obszar powiatu szamotulskiego (gminy: Obrzycko, Szamotuły oraz przez miasta Obrzycko i Szamotuły). Za jej utrzymanie odpowiada Rejon Dróg Wojewódzkich w Szamotułach przynależny do Wielkopolskiego Zarządu Dróg Wojewódzkich.

## Historia numeracji i kategorii
Tuż po II wojnie światowej droga miała oznaczenie 50w i była uznawana za jedną z dróg wojewódzkich; nieznana jest data końcowa obowiązywania tego numeru. Nieznane są dane dotyczące późniejszych oznaczeń i kategorii, przypisanych do trasy aż do połowy lat 80. Na ówcześnie wydawanych mapach i atlasach drogowych oznaczano ją jako drogę lokalną („drogę inną”), bez numeracji.
14 lutego 1986 roku, w wyniku reformy sieci drogowej, droga otrzymała numer 185. W latach 1985–1998 posiadała kategorię drogi krajowej. Od 1 stycznia 1999 r. jest drogą wojewódzką.

## Dopuszczalny nacisk na oś
Od 13 marca 2021 roku na drodze dozwolony jest ruch pojazdów o nacisku pojedynczej osi do 11,5 tony z wyjątkiem określonych miejsc oznaczonych znakiem zakazu B-19.

### Do 13 marca 2021 r.
Wcześniej na całej długości drogi mogły poruszać się pojazdy o nacisku pojedynczej osi nie przekraczającym 8 ton.

## Miejscowości leżące przy trasie DW185
- Piotrowo (DW182)
- Obrzycko (DW117)
- Gaj Mały
- Szamotuły (DW184, DW187)

## Konserwacja

### 2014–2017 (remont drogi)
W latach 2014 – 2015 przebudowano odcinek Zielonagóra – Obrzycko, wraz z odnową nawierzchni na moście nad Wartą. W październiku 2016 przekazano plac budowy na rozbudowę odcinka Obrzycko – Szamotuły. Wykonawcą prac została firma Strabag. Remont drogi miał być zakończony jesienią 2017 roku, ostatecznie przebudowę sfinalizowano w grudniu 2017 roku. Istniejące skrzyżowanie z drogą nr 182 w Piotrowie zostało przebudowane do postaci ronda. W grudniu 2016 roku zakończono remont drogi na odcinku Zielonagóra – Piotrowo o długości 1,6 km. Wzdłuż drogi znajduje się wydzielony ciąg pieszo-rowerowy.
Na odcinku przebiegającym przez Szamotuły zainstalowano sygnalizację świetlną przy kilku przejściach dla pieszych, nie obejmując nią znajdujących się w bezpośrednim sąsiedztwie skrzyżowań z bocznymi ulicami, przez co nie są zgodne z wytycznymi ówcześnie obowiązującego rozporządzenia w sprawie warunków technicznych, jakim powinny odpowiadać drogi publiczne.

### Po 2017
Na początku kwietnia 2024 roku dokonano wymiany opraw oświetleniowych na odcinku trasy przebiegającym przez Szamotuły – lampy sodowe marki Philips (model Selenium) zostały zastąpione przez oświetlenie bazujące na LED-ach.